# نورگیر

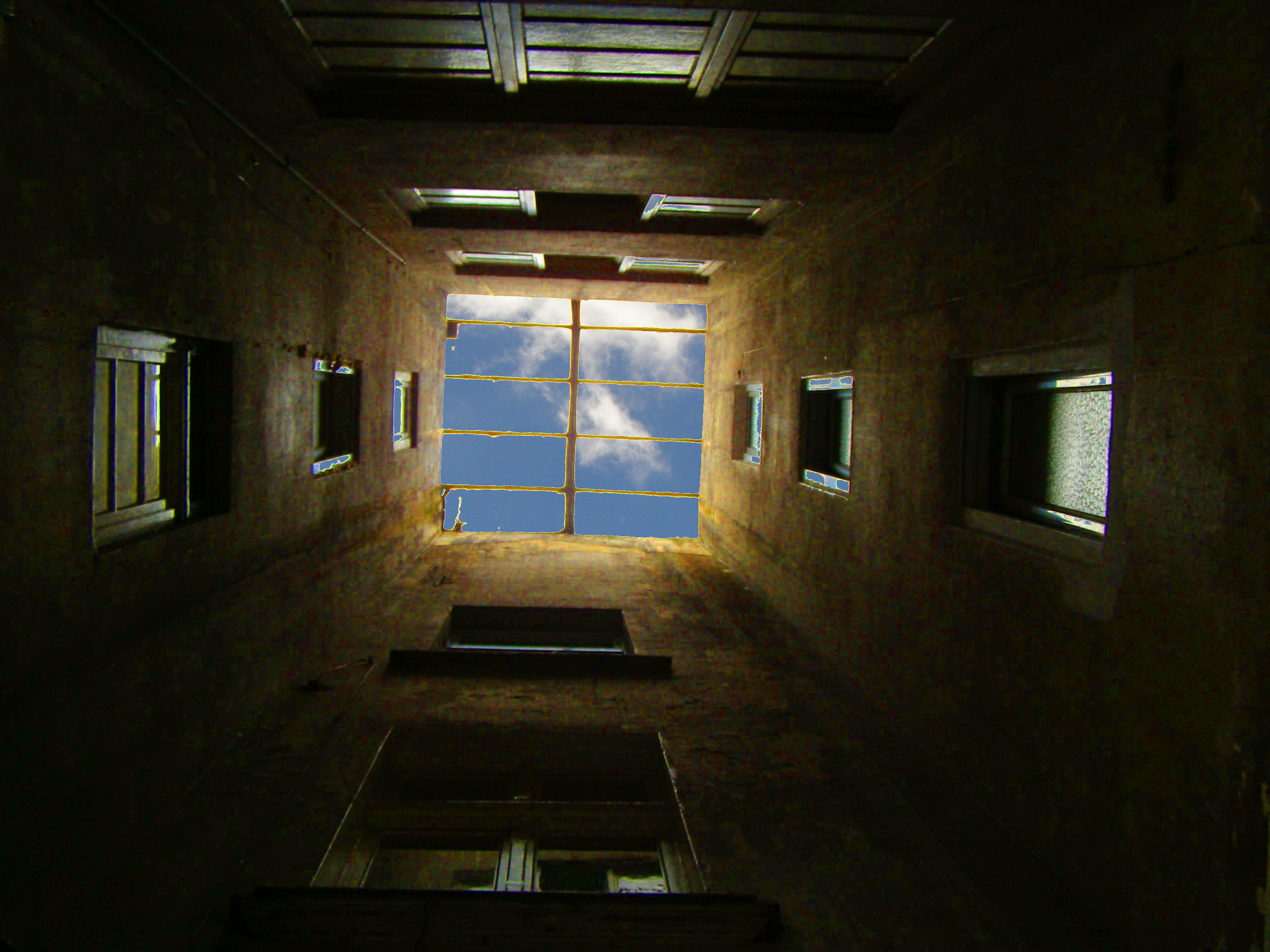
نورگیر

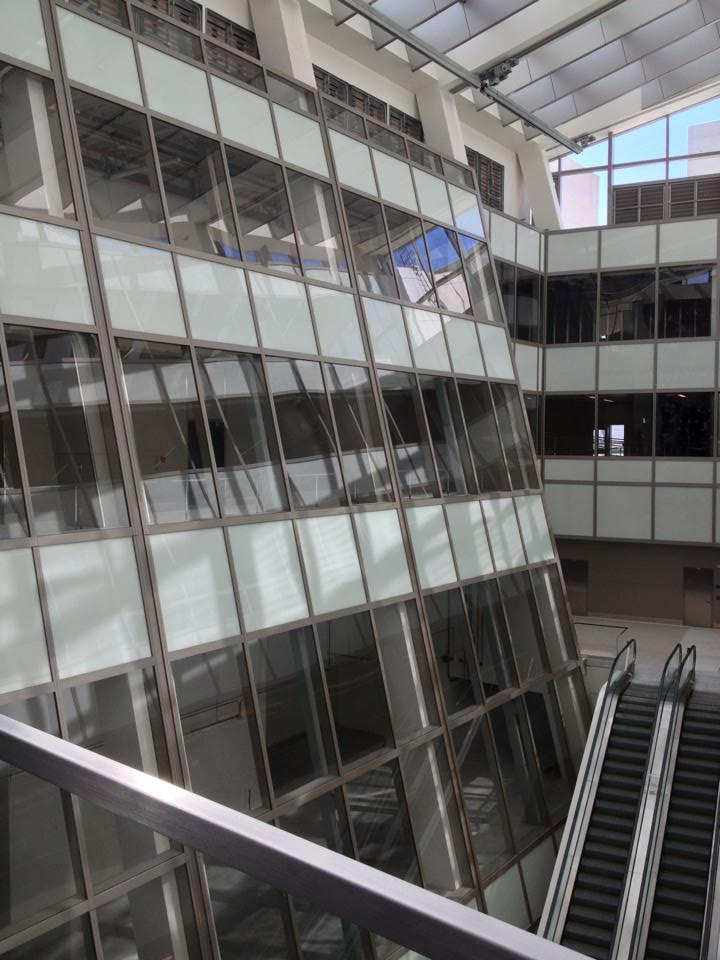
تصویر بالا مربوط به نمای داخلی یک نورگیر در ساختمان فرودگاه بین‌المللی لس آنجلس در لس آنجلس می‌باشد. نورگیرها در معماری به کاهش میزان هدر رفت انرژی کمک می‌کنند.

نورگیر یا هواکش فضای خارجی و بازی است، درون ساختمان‌های بزرگی که ممکن است تاریک باشند یا امکان تهویه هوا در آن‌ها نباشد و به منظور تهویه هوا و روشن ساختن فضا استفاده می‌شود. در نورگیرها معمولاً بلوک‌های شیشه‌ای به کار می‌روند تا انعکاس نور در ساختمان افزایش یابد.
نورگیرها به منظور کاهش استفاده از روشنایی الکتریکی به کار می‌روند و به ما اجازه می‌دهند تا از درون ساختمان نمایی به منظر بیرون داشته باشیم.

## تاریخچه نورگیر یا هواکش
تاریخچه استفاده از نورگیر به، دوران تمدن باستان در مصر و در کاخ
نوسوس مربوط به اقریطس، تمدن باستان عصر مفرغ در جزیرهٔ کرت، بر می‌گردد. همچنین نمونه‌هایی از نورگیر از زمان‌های قدیم به جا مانده که توسط رومی‌ها ساخته شده‌اند.

## نورگیر زیر زمینی
به نورگیرهای زیرزمینی که در جلو ساختمان به منظور تأمین نور برای فضای زیرزمین طراحی می‌شوند، در اصطلاح معماری، Area به معنای سطح مقطع (یا در منطقه آمریکای شمالی، Area way) نامیده می‌شوند.

## نورگیر سقف
نورگیر سقف یا پنجرهٔ سقفی (به انگلیسی: Skylight) انتقال دهندهٔ نور می‌باشد. این نورگیرها همه یا بخشی از فضای سقف ساختمان را به منظور روشن‌سازی تشکیل می‌دهند.
نورگیرهای سقفی باز شونده برای تهویه هوا و تأمین نور طبیعی از سقف بسیار مناسب هستند. نمونه‌هایی که در بازار موجود هستند هم قابل کنترل از لحاظ باز و بسته شدن و هم دارای عایق کاری مناسبی می‌باشند. در این نوع نور گیرها، عایق بودن در مقابل باد و باران بسیار اهمیت دارد. همواره سعی کنید از شیشه‌های ۲ جداره در سقف استفاده کنید، زیرا عایق بودن آن از لحاظ گرمایشی بسیار مهم است. نمونه‌های بازشوی سقفی که با فنر باز و بسته می‌شوند توسظ زنجیری قابل کنترل هستند، اما بازشوهایی که روی ریل دندانه دار باز و بسته می‌شوند، کاراتر می‌باشند. بازشوهایی که دو جداره هستند دارای قابلیت‌های زیادی می‌باشند، از جمله اینکه بی‌تفاوت به جهت باد هستند. در مناطقی که باد و باران شدیدی دارند بهتر است که بازشو را از ناملایمات جوی دور نگه داریم. بازشوهایی که در بالای حمام و آشپزخانه قرار می‌گیرند فضای مناسبی برای تخلیه هوای مرطوب این اماکن به وجود می‌آورند. مقدار هوای جریان یافته از سقف، بستگی به جهت، سرعت باد، تغییر فشار و تفاوت درجه حرارت داخل و خارج دارد. هوای خنک، گهگاه از همان مجرایی که نور وارد فضا می‌شود، جریان می‌یابد، اما غالباً هوای گرم است که از این فضامجال بیرون رفتن پیدا می‌کند. این نورگیرها در سبک معماری قدیم رومی استفاده می‌شده مانند پنجره گرد زیارتگاه. پنجره‌های سقفی بسته لعابی از انقلاب صنعتی که باعث پیشرفت‌هایی در ساخت تولید شیشه شد استفاده شده‌است. تولید توده‌ای واحدهای از پیش‌ساخته از نیمه قرن بیستم پنجره‌های سقفی را برای بسیاری از کاربردها و زمینه‌ها ایجاد کرده‌است.
حفظ انرژی باعث انگیزه جدید، ابداع طراحی، گزینه‌های انتقال و سیستم‌های طبقه‌بندی، بازده بیشتر پنجره‌های هوارسانی سقف شده‌است.

### توصیف
انو اع پنجره‌های سقفی شامل پنجره‌های پشت بام، پنجره‌های سقفی یکه، دستگاه‌های روشن‌سازی لوله‌ای، جام اندازی شیب دار و پنجره‌های سقفی معمولی می‌باشند.
کاربردها شامل:
1. عامل‌های روشن‌سازی معمولاً برای ورود مستقیم و غیر مستقیم نور خورشید از طریق نورافکنی بالا به کار برده می‌شوند.
2. فراهم کردن رابطه بصری به محیط بیرون نسبت به ساکنان داخلی می‌باشد.
3. ساختمان قابل تحمل – گرمایش غیر فعال خورشیدی با دستگاه‌های عملی، تهویه برای خنک‌سازی غیر فعال و مبادله هوای تازه

پنجره سقفی یکه ثابت متشکل از چارچوب ساختاری محافظ یک قاب لعاب کاری می‌باشد (بخش انتقال دهنده نور، که عمدتاً از شیشه یا پلاستیک تشکیل می‌شود)
پنجره سقفی که عملی پنجره لعابی متصل و نگه داشته شده توسط قاب را بکار می‌برد زمانی‌که در دسترس ساکنَان می‌باشد این نوع نیز پنجره سقفی نامیده می‌شود.

### دستگاه پنجره‌ای سقفی لوله‌ای
در روشن‌سازی فعال، دستگاه روشن‌سازی لوله‌ای را به کار می‌برد. واحد ثابت نصب شده در پشت بام عامل پنجره سقفی می‌باشد که نور خورشید را جمع می‌کند و توسط لوله بصری انتقال دهنده نور به عامل پراکنش نور توزیع می‌کند. با کوچک شدن قطر، آن‌ها می‌توانند برای روشن‌سازی فضاهای کوچکتر مانند راهروها و نور انعکاسی در گوشه‌های تاریکتر فضاها بکار برده شوند.

### جام‌اندازی شیب‌دار
جام اندازی شیب دار با پنجره‌های سقفی دیگر فرق می‌کند که در آن یک مجموعه شامل نقاشی‌های چندگانه در سیستم قاب بندی می‌باشند، معمولاً برای پرونده‌های مشخص طراحی می‌شوند و در بخش‌هایی در محل نصب می‌شوند.

### سبک معماری خورشیدی
پنجره‌های سقفی به‌طور گسترده در طراحی روشن‌سازی برای ساختمان‌های مسکونی، عمومی و تجاری بکار برده می‌شوند. روشنایی افزایش یافته می‌تواند منجر به مصرف کمتر نور پردازی الکتریکی ولعاب کاری پنجره به اندازه کوچکتر باعث (روشنایی غیر مستقیم) صرفه جویی در انرژی، پایین آوردن هزینه‌ها و کاهش دادن تأثیرات محیطی
می‌شود. روشن‌سازی می‌تواند مصرف انرژی روشنایی را در بعضی از ساختمان‌ها تا بیش از ۸۰٪ کاهش دهد. روشنایی از بالا (پنجره‌های سقفی) برای به حد اکثر رساندن روشنایی، به خوبی با روشنایی غیرمستقیم (پنجره‌ها) کار می‌کنند. روشنایی بالا قادر به روشن کردن بخش‌های متمرکز ساختمان می‌باشد. روشن‌سازی در تمام روز هم از روشنایی محیط آسمان و هم قرارگیری مستقیم در معرض نور خورشید در دسترس می‌باشد. لعاب کاری مدرن شفاف یا مات می‌تواند برای جلوگیری از تابش خیره‌کننده بکار برده شود و به تسخیر نور خورشید در گوشه‌های پایین وپراکنش نور به بخش‌های وسیع تر فضای کف کمک کند. حتی در روزهای ابری، روشنایی بالا از پنجره‌های سقفی سه تا ده برابر مؤثر تر از روشنایی غیر مستقیم می‌باشد.

### مولد شیشه
بسیاری از پیشرفت‌های اخیر هم در ساختار شیشه‌ای و هم پلاستیکی از همه انواع پنجره‌های سقفی استفاده کرده‌اند. بعضی از پیشرفت‌ها عملکرد حرارتی را افزایش می‌دهند، بعضی‌ها بر حفظ کردن و به‌کارگیری پتانسیل روشنایی تمرکز کرده‌اند و بعضی‌ها برای بالا بردن استحکام، دوام، مقاومت در برابر حرارت و دیگر مقیاس‌های عملکردی طراحی می‌شوند.
پنجره‌های سقفی هوارسانی معاصر، پنجره‌های شیشه‌ای را به کار می‌برند که معمولاً از واحدهای شیشه‌ای عایق بندی پوشیده شده تشکیل شده با دو قطعه شیشه را بکار می‌برند. این نمونه از فراورده‌های مشمول مالیات برای انتقال مرئی می‌باشند. از مجموعه‌های با سه قاب گاهی می‌توانند در سردترین مناطق جوی از نظر هزینه تنظیم شوند، اما آن‌ها مقدار نور را با اضافه کردن لایه سوم از دست می‌دهند.

### پلاستیک
پنجره‌های لعاب دار پلاستیکی معمولاً در بسیاری از پنجره‌های سقفی وروشن‌کننده‌های لوله‌ای استفاده می‌شوند. این مجموعه‌ها معمولاً از نظر حرارتی شامل گنبدهای تشکیل شده می‌باشند، اما شامل شکل‌های پرسی غیرمعمول می‌باشد. پنجره‌های سقفی گنبدی معمولاً در سقف‌های با شیب کم بکار برده می‌شوند. شکل‌های گنبدی باعث حرکت آب و خاکسترهای آتش می‌شود.

## نورگیرهای راه دور
نورگیرهای راه دور (به انگلیسی: Remote Skylights) سیستم‌های اپتیکی هستند که می‌توانند نور طبیعی را به قسمت‌های بی نور برسانند. نورگیرهای راه دور می‌توانند با استفاده از بازتابنده‌های شلجمی و فیبر نوری، نور طبیعی خورشید را به قسمت‌هایی که تاریک هستند یا دارای نور مصنوعی هستند برسانند.

### عملکرد
نورگیرهای راه دور معمولاً از یک دیش جمع کنندۀ نور خورشید، یک "خورشیدلوله" و دیش توزیع‌کننده تشکیل شده‌اند. دیش‌های توزیع جمع‌کننده و توزیع‌کننده هر دو به صورت بازتابنده‌های شلجمی هستند. دیش جمع‌کننده، به سامانه‌ای متصل است که خورشید را در آسمان دنبال می‌کند تا مقدار نور تابیده شده به آن را به حداکثر مقدار ممکن برساند. خورشیدلوله، مجموعه‌ای از فیبرهای نوری است که نور خورشید جمع شده را از دیش جمع‌کننده به دیش توزیع‌کننده هدایت می‌کند. بر خلاف نورگیرهای عادی، در اینجا نیازی نیست که دو دیش در کنار یکدیگر باشند.

### مزایا
نورگیرهای راه دور دو مزیت نسبت به نورگیرهای عادی دارند
1. نور منتقل شده، فرکانس‌هایی را که برای فتوسنتز ضروری است، در خود دارند (اگرچه گزارش شده‌است که اشعه‌های مضر فرابنفش فیلتر شده‌است)[۷]
2. هیچ توانی برای روشنایی نیاز نیست. این بدین معنی است که پس از ساخت هیچ گاز گلخانه ای مضر تولید نمی‌شود.

### تاریخچه
نورگیرهای راه دور توسط استودیو RAAD ابداع شدند تا نور طبیعی را به پارک زیرزمینی لولاین برسانند.